# Orthopädisches Krankenhaus Gersthof

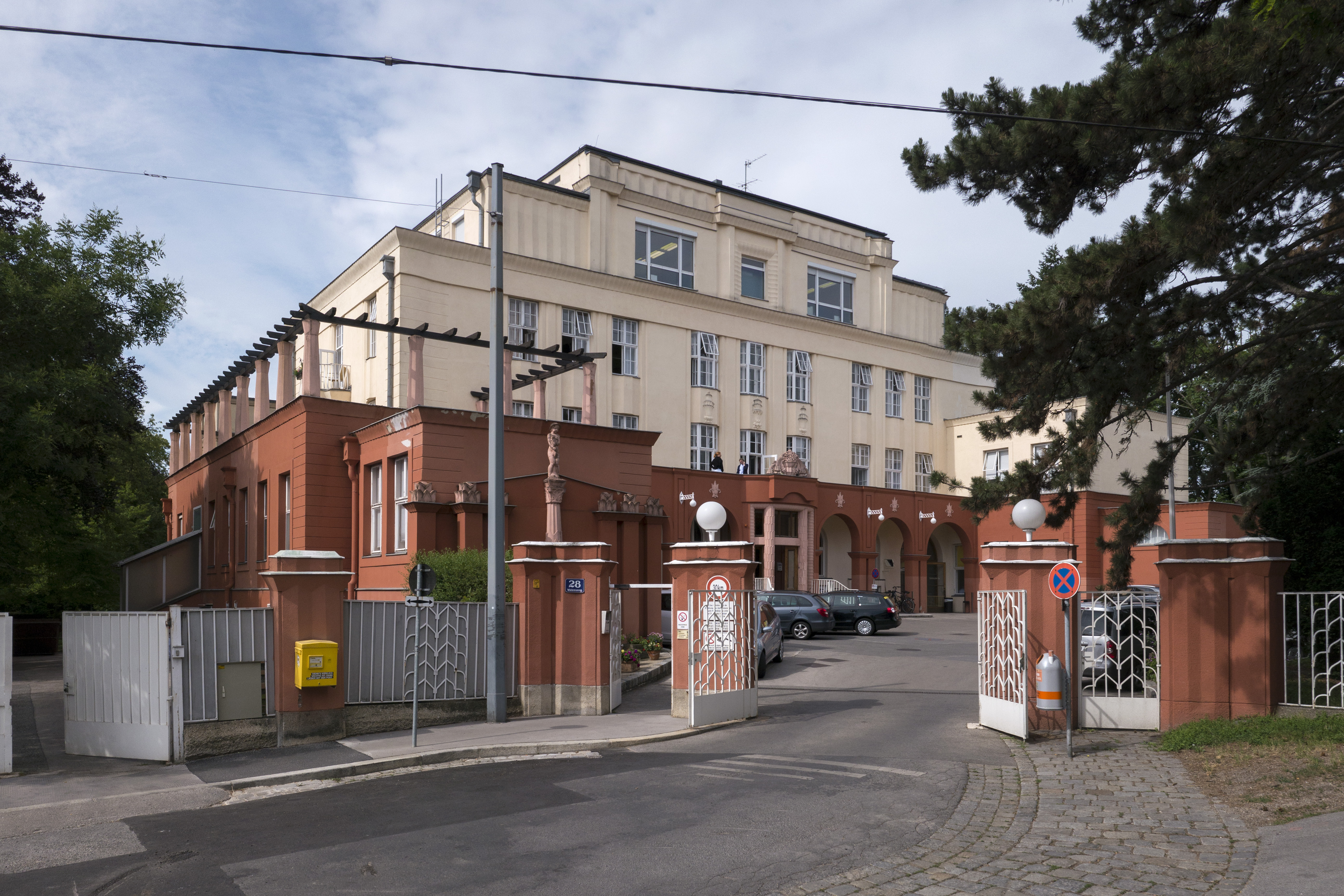
Das Orthopädische Krankenhaus Gersthof

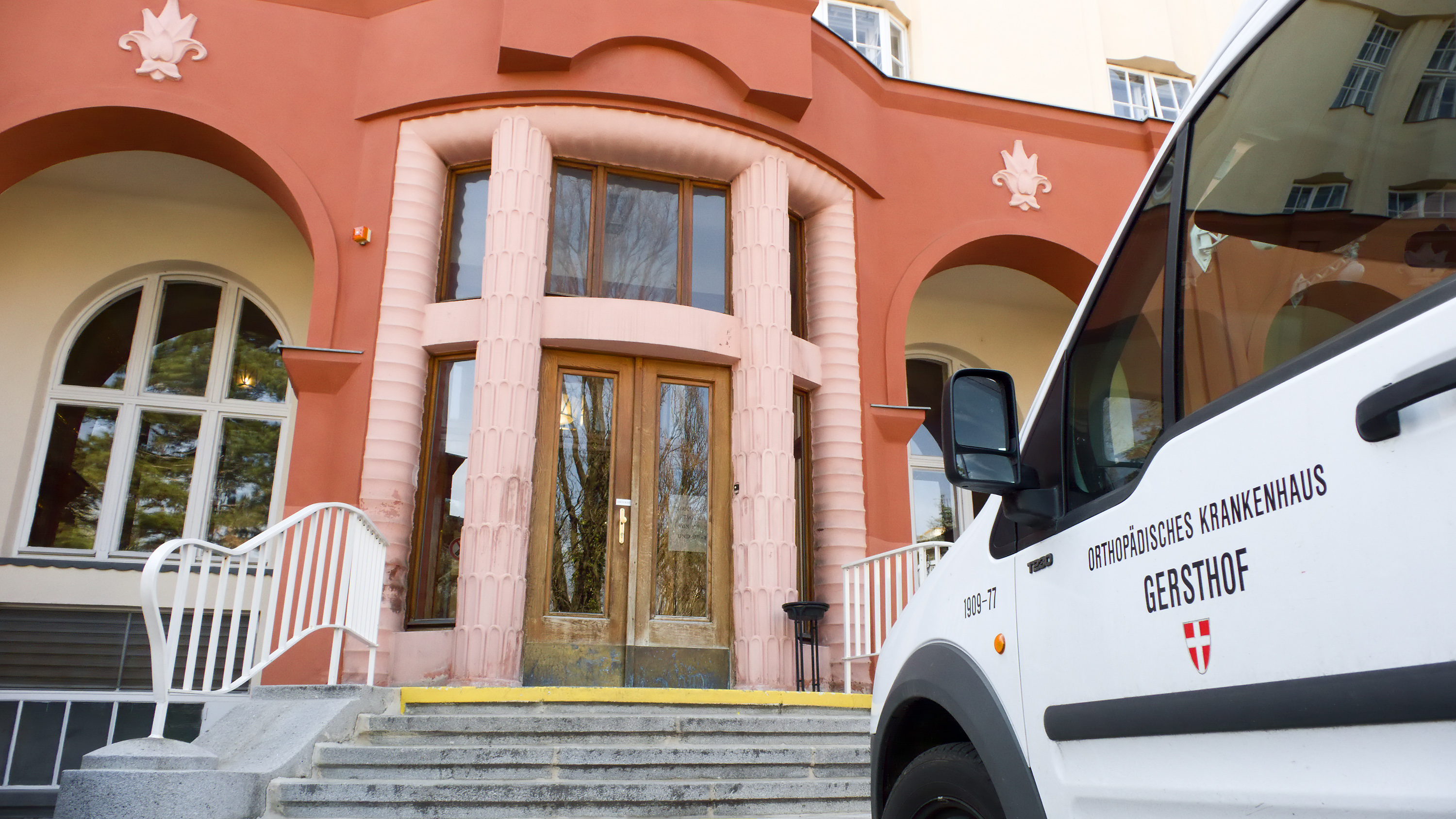
Der Eingang

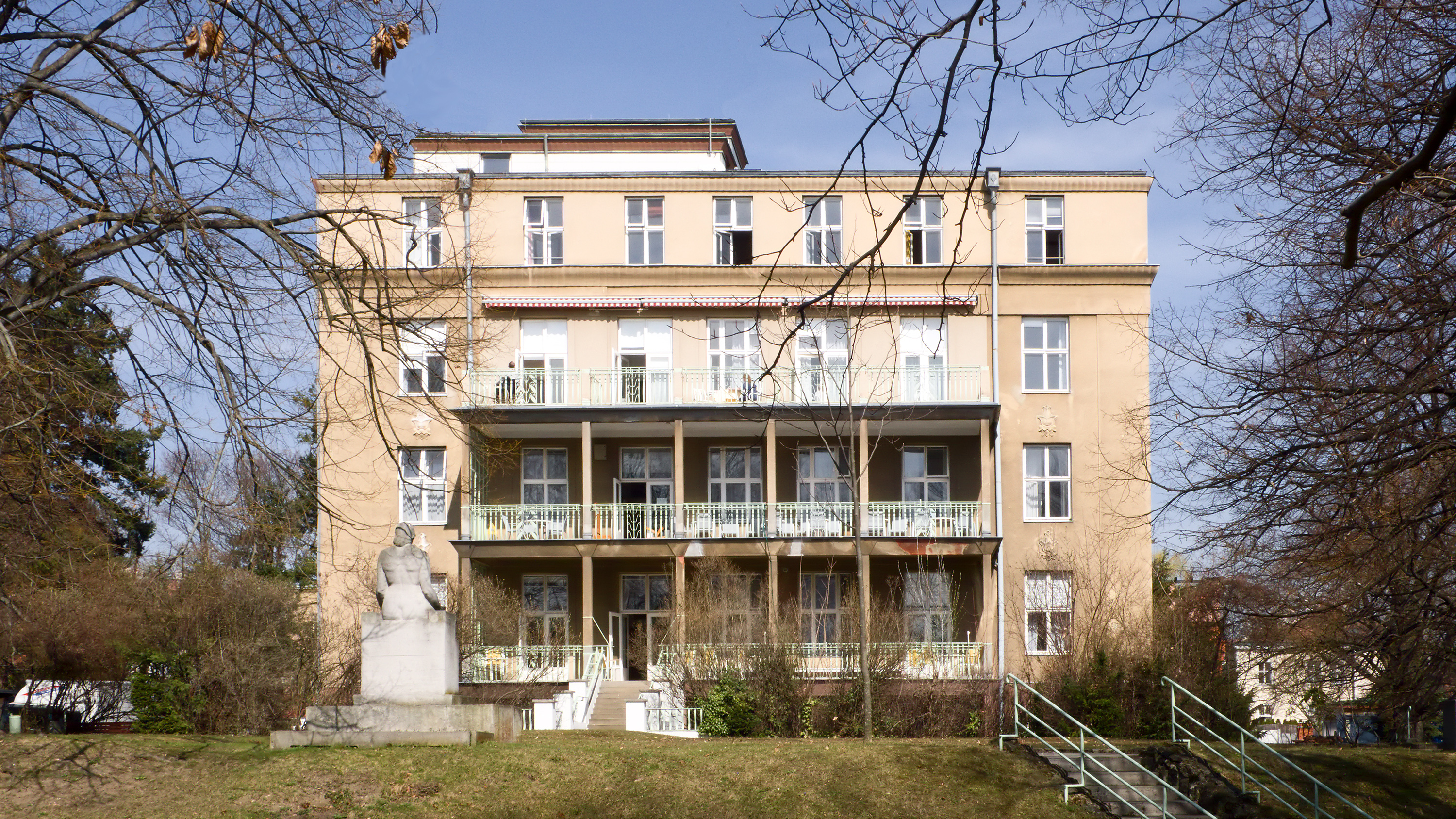
Die Südseite

Das Orthopädische Krankenhaus Gersthof war ein Krankenhaus der Stadt Wien in den Wiener Gemeindebezirken Hernals und Währing. Es ist seit 31. Mai 2019 nach der Absiedlung der Abteilung für Orthopädie und Traumatologie in das neu errichtete Krankenhaus Nord geschlossen.

## Lage und Architektur
Das Hauptgebäude und der Großteil des Gartens des Krankenhauses befinden sich im Bezirksteil Hernals des gleichnamigen 17. Gemeindebezirks. Nur das nordwestlich davon gelegene, frei stehende Verwaltungsgebäude liegt im namensgebenden Bezirksteil Gersthof des 18. Gemeindebezirks Währing.
Die Anlage ist ein Hauptwerk der Architekten Alfred Mautner und Johann Rothmüller. Das monumentale Hauptgebäude vereint Elemente des späten Jugendstils, des Art déco und des Expressionismus. Diese außergewöhnliche Formgebung ist jener des Wiener Amalienbads verwandt. An der Hauptfront befindet sich ein Vorbau mit Arkaden, während die Gartenfront von einer großen Loggia geprägt ist. Links und rechts schließt je ein Pavillon an. Das Foyer ist vollständig mit Wienerberger Keramik verfliest. Im Garten steht eine große Plastik Mutter und Kind aus der Bauzeit.

## Geschichte
Das Orthopädische Krankenhaus Gersthof wurde in den Jahren 1924 bis 1926 als Entbindungsanstalt für die Wiener Kaufmannschaft errichtet. Später wurde das Gebäude von den Barmherzigen Brüdern erworben und als „St. Augustinus-Krankenhaus“ geführt. Diese wiederum verkauften den Besitz 1940 an die Gemeinde Wien. Kurze Zeit diente das Krankenhaus als Militärspital, wurde jedoch noch vor Kriegsende seiner ursprünglichen Widmung als Entbindungsanstalt zugeführt.
Auf Grund des Geburtenrückgangs verlor das Krankenhaus langsam seinen Charakter und 1972 wurden der orthopädischen Universitätsklinik erstmals dreißig Betten zur Verfügung gestellt. Der Charakter des Krankenhauses veränderte sich nun, ab Juli 1975 wurde aus der orthopädischen Außenstelle der Universitätsklinik eine eigene Abteilung. Die gynäkologischen Betten wurden nach und nach gänzlich aufgelassen. Schließlich wurde die Einrichtung nach der Eröffnung der 2. Orthopädischen Abteilung in „Orthopädisches Krankenhaus der Stadt Wien - Gersthof“ umbenannt. Das Orthopädische Krankenhaus wurde ein international bekanntes Spezialkrankenhaus für Orthopädie. Der Betrieb als Krankenhaus wurde mit 31. Mai 2019 eingestellt, ab dem 11. Juni 2019 sind die orthopädischen Abteilungen in das neu errichtete Krankenhauses Nord in Floridsdorf übersiedelt.
Seit 2020 lässt die Bundesimmobiliengesellschaft das historische Gebäude vom Wiener Architekturbüro Franz&Sue grundlegend sanieren und für die Nutzung als Schule umfunktionieren. Im Zuge des Bauprojektes wird das denkmalgeschützte Gebäude einer Bestands- und Funktionssanierung unterzogen, damit es langfristig für den Schulbetrieb nutzbar ist. Die Fassade sowie wesentliche Merkmale im Inneren sollen erhalten bleiben. Insgesamt entstehen 21 Schulklassen mit Freibereichen für offenes Lernen. Dazu kommen Kreativräume im Gartengeschoß mit Ausgang ins Freie, die OP-Säle werden in einen Mehrzwecksaal umgestaltet. Nach Fertigstellung wird das Gebäude zuerst ein Ausweichquartier für das BG Klostergasse sein, danach soll es als permanenter Schulstandort genutzt werden. Die Fertigstellung ist für Anfang 2025 angesetzt.